# Если есть паруса
«Если есть паруса» — советский драматический фильм 1969 года, снятый Валентином Козачковым на Одесской киностудии.

## Сюжет
Выпускник мореходного училища Ёлкин отправляется на маленький буксир «Геркулес», где учится быть честным и принципиальным. Позже его переводят на морской танкер «Космос», где он выходит победителем в морской битве с «Геркулесом».

## Роли исполняют

### В ролях
- Виктор Семёнов — Иван Алексеевич Ёлкин, капитан буксира «Геркулес»
- Таисия Додина — Вика, студентка
- Михаил Пуговкин — Тимофей Лукьянович Дудка, боцман
- Алексей Грибов — Остапчук, начальник пароходства, дядя Вики
- Нонна Копержинская — Капиталина Дмитриевна Дудка, кок, жена боцмана
- Георгий Юматов — Герман Георгиевич Жарких, старпом
- Геннадий Ялович — Углов, матрос
- Борислав Брондуков — Борис Пташков, матрос
- Виктор Мережко — Виктор Прошкин, матрос 1-го класса
- Станислав Соколов — Виктор, сокурсник Ивана
- Валерий Зубарев — Санька, ученик матроса
- Муза Крепкогорская — Татьяна Васильевна
- Герман Колушкин — старшина милиции

### В эпизодах
- Владимир Волчек
- А. Елагин
- Семён Крупник — Илья Семёнович, начальник снабжения
- А. Левятова
- Александр Милюков
- Ю. Мирский
- Лидия Полякова — серкетарша Ильи Семёновича
- Э. Твердохлеб
- Р. Эль-Мар
- Георгий Юнгвальд-Хилькевич — художник
- Николай Федорцов — зритель в зале
- Марк Толмачёв — моряк

В фильме принимали участие экипажи морских буксиров «Орлёнок» и «Портофлотец».

## Съёмочная группа
- Автор сценария — Иван Рядченко
- Режиссёр-постановщик — Валентин Козачков
- Операторы: Николай Луканёв, Алексей Герасимов
- Художник — Муза Панаева
- Композитор — Марк Самойлов
- Звукооператор — Владимир Курганский
- Режиссёры: Иван Горобец, В. Каминская
- Монтажёр — Т. Дон
- Костюмы Нелли Мельничук
- Гримёр — Зоя Губина
- Художник-декоратор — Е. Лиодт
- Ассистенты режиссёра: Р. Псахис, И. Песчанская, Валентин Артемчук
- Ассистент оператора — Владимир Брегеда
- Комбинированные съёмки:
  - Оператор — Григорий Айзенберг
  - Художник — Иван Михельс
- Консультант — О. Томас
- Редактор — Михаил Цыба
- Директоры картины: Серафима Бениова, Н. Семёнов
- Художественный руководитель — Пётр Тодоровский

## Съёмки
Съёмки фильма велись в Одессе.

## Премьера
Премьера фильма состоялась к 29-летней годовщине Великой Отечественной войны — 22 июня 1970 года. За первый год кинопроката картину посмотрели 12,1 млн зрителей.
Телевизионная премьера фильма состоялась 5 июля 1975 года по Третьей программе ЦТ СССР.